# Khàtanga (Krasnoiarsk)
Khàtanga (en rus: Хатанга) és un poble del krai de Krasnoiarsk, a Rússia, que en el cens del 2010 tenia 2.645 habitants. Pertany al districte de Dudinka.